# Forever, Michael
Forever, Michael (укр. Майкл назавжди) — четвертий студійний альбом американського поп-співака Майкла Джексона. Альбом вийшов 16 січня 1975 року на лейблі Motown. У всьому світі продано понад півтора мільйона примірників. Загальна тривалість — 32:48. До нього увійшли десять пісень. Альбом був перевиданий в 2009 році як частина компіляції «Hello World: The Motown Solo Collection», яка складається з трьох дисків.

## Список композицій
| #   | Назва                                                     | Тривалість |
| --- | --------------------------------------------------------- | ---------- |
| 1.  | «We're Almost There» (Едді Холланд, Брайян Холланд)       | 3:42       |
| 2.  | «Take Me Back» (Едді Холланд, Брайян Холланд)             | 3:24       |
| 3.  | «One Day in Your Life» (Арманд, Браун)                    | 4:15       |
| 4.  | «Cinderella Stay Awhile» (Саттон)                         | 3:08       |
| 5.  | «We've Got Forever» (Вілленський)                         | 3:10       |
| 6.  | «Just a Little Bit of You» (Едді Холланд, Брайян Холланд) | 3:10       |
| 7.  | «You Are There» (Браун, Мейценхеймер, Яриан)              | 3:21       |
| 8.  | «Dapper Dan» (Д. Флетчер)                                 | 3:11       |
| 9.  | «Dear Michael» (Девіс, Велленський)                       | 2:35       |
| 10. | «I'll Come Home to You» (Перрен, Яріан)                   | 3:02       |

## Чарти
| Чарт (1975)                            | Найвища позиція |
| -------------------------------------- | --------------- |
| США Billboard 200                      | 101             |
| США Top R&B/Hip-Hop Albums (Billboard) | 10              |

## Сертифікації
| Регіон                                                                                          | Сертифікація | Продажі |
| ----------------------------------------------------------------------------------------------- | ------------ | ------- |
| США                                                                                             | —            | 100,000 |
| *продажі, що базуються лише на сертифікаціях ^відвантаження, що базуються лише на сертифікаціях |              |         |